# Григорян, Давид Левонович
Григорян Давид Левонович (род. 1946) — виолончелист-виртуоз.

## Биография
Родился в г. Ереване в 1946 году в семье музыканта-виолончелиста, профессора (с 1967 года) Ереванской государственной консерватории им. Комитаса Левона Григоряна.
Учился в музыкальной десятилетке им. Чайковского при Ереванской консерватории в классе своего отца Левона Григоряна. С 1964 по 1969 год учился в Московской консерватории в классе профессора Мстислава Ростроповича.
Является лауреатом Всесоюзного конкурса музыкантов-исполнителей, состоявшегося в Баку в 1969 году и IV Международного конкурса им. П. И. Чайковского, состоявшегося в Москве в 1970-м году.
С 1969 по 1972 годы был доцентом Новосибирской консерватории, а с 1972 по 1974 г. проходил ассистентуру-стажировку в Московской консерватории у своего педагога М. Ростроповича. Параллельно с этим в 1972—1977 годах выступал в квартете им. Комитаса в качестве виолончелиста.
Работал в Гнесинском училище и институте, преподавал в Горьковской консерватории (ныне Нижегородская государственная консерватория имени М. И. Глинки). Одновременно с этим являлся солистом Рос- и Москонцерта, выступал в Москве, Санкт-Петербурге, Киеве, Риге и Новосибирске, Ереване.
С 1989 по 1992 год был профессором Загребской музыкальной академии (Югославия).
С 1992 года переехал в Германию, где в 1993—1999 годах являлся профессором саарбрюккенской Высшей музыкальной школы.
С 2000 г. живёт в Мюнхене, выступает с концертами во Франции, Испании, Голландии, Австрии, Германии и бывшей Югославии.
Даёт мастер-классы в Германии, Испании, Италии, Франции, Австрии, а также в странах Восточной Европы; сделал множество записей на разных германских радиоканалах.
Является частым участником музыкальных фестивалей. Играл с такими дирижёрами Большого театра, как Фуатом Мансуров, Василий Синайский, Мстислав Ростропович (виолончельные концерты Прокофьева и Тартини), В. Б. Дударова; с армянскими дирижёрами Микаелом Малунцяном, Оганом Дурьяном, Айвазяном, Завеном Вартаняном, а также с Арнольдом Кацом (Новосибирск), Оно Казуши, Младеном Тарбуком (Хорватия), Вольдемаром Нельсоном, Ральфом Ройтером, Геерцем (James Allen Gähres), Карлом и Гансом Рихтерами.

## Репертуар
В обширный репертуар музыканта, кроме европейской классики, входят также произведения армянских композиторов, такие как: соната для виолончели Авета Тертеряна, концерт для виолончели Мартина Исраеляна, концерт-рапсодия и сольная соната-фантазия Арама Хачатуряна, которую он представил в Дортмунде и Берлине; соната для виолончели Карена Хачатуряна, записанная им на баварском радио, виолончельный концерт Арно Бабаджаняна и пр.

## Достижения
- профессор
- Лауреат Всесоюзного конкурса музыкантов-исполнителей (Баку, 1969)
- Лауреат IV Международного конкурса им. П. И. Чайковского (Москва, 1970)